# Titan IV
Titan IV era un lanciatore statunitense appartenente alla famiglia di lanciatori Titan. Fu usato dal 1989 al 2005, anno in cui fu ritirato. Il lanciatore era disponibile in due versioni, Titan IV A e Titan IV B. Era costruito dalla Lockheed Martin. I lanci venivano effettuati dal Centro spaziale di Cape Canaveral e dalla Base di Vandenderg.

## Storia
Il Titan IV venne sviluppato negli anni novanta come veicolo di lancio alternativo allo Space Shuttle per i grandi carichi militari dell'United States Air Force. Oltre che per carichi utili militari, è stato utilizzato anche per lanci di carichi scientifici in orbita terrestre e oltre. La prima versione, il Titan IV A, fu lanciata per la prima volta il 14 giugno 1989: questa versione è stata utilizzata fino al 12 agosto 1998, per un totale di 22 lanci con due fallimenti. Il Titan IV B era una versione migliorata della precedente e più potente ed è stata utilizzata per la prima volta il 23 febbraio 1997: questa versione è stata utilizzata fino al 19 ottobre 2005, per un totale di 17 lanci con due fallimenti.  Un Titan IV B con lo stadio superiore Centaur è stato utilizzato per lanciare la sonda Cassini-Huygens il 15 ottobre 1997. A seconda del tipo di missione, i lanci venivano effettuati dalla Florida (Cape Canaveral) o dalla California (Vandenberg): in totale, sono stati effettuati 12 lanci da Vandenberg e 27 lanci da Cape Canaveral.

## Caratteristiche
Il Titan IV razzo era costituito da un nucleo centrale con due stadi a propellente liquido, affiancato esternamente da due razzi ausiliari a combustibile solido; i due stadi del nucleo centrale utilizzavano aerozina 50 e come ossidante il tetrossido di diazoto, due propellenti ipergolici che possono essere conservati per lunghi periodi di tempo ma hanno lo svantaggio di essere molto tossici. All'occorrenza, il lanciatore poteva utilizzare un terzo stadio Centaur. Il Titan IV A poteva lanciare in orbita terrestre bassa un carico utile di 17.100 Kg, mentre il Titan IV B poteva lanciare in orbita terrestre bassa un carico utile di 21.900 Kg.

## Cronologia dei lanci del Titan IV
| Data / Ora (UTC)       | Luogo       | Nr. serie | Tipo           | Payload | Esito    | Note |
| ---------------------- | ----------- | --------- | -------------- | --- | -------- | --- |
| 14 giugno 1989 13:18   | CCAFS LC-41 | K-1       | 402A / IUS     | USA-39 (DSP-14) | Riuscito | |
| 8 giugno 1990 05:21    | CCAFS LC-41 | K-4       | 405A           | USA-60 (NOSS) USA-61 (NOSS) USA-62 (NOSS) USA-59 Satellite Launch Dispenser Communications (SLDCOM)                            | Riuscito | |
| 13 novembre 1990 00:37 | CCAFS LC-41 | K-6       | 402A / IUS     | USA-65 (DSP-15) | Riuscito | |
| 8 marzo 1991 12:03     | VAFB LC-4E  | K-5       | 403A           | USA-69 (Lacrosse) | Riuscito | |
| 8 novembre 1991 07:07  | VAFB LC-4E  | K-8       | 403A           | USA-74 (NOSS) USA-76 (NOSS) USA-77 (NOSS) USA-72 SLDCOM                                                                        | Riuscito | |
| 28 novembre 1992 21:34 | VAFB LC-4E  | K-3       | 404A           | USA-86 (KH-11) | Riuscito | |
| 2 agosto 1993 19:59    | VAFB LC-4E  | K-11      | 403A           | NOSS x3 SLDCOM | Fallito  | L'SRM è esploso a T+101 a causa dei danni causati durante la manutenzione a terra.                                                                                               |
| 7 febbraio 1994 21:47  | CCAFS LC-40 | K-10      | 401A / Centaur | USA-99 (Milstar-1) | Riuscito | |
| 3 maggio 1994 15:55    | CCAFS LC-41 | K-7       | 401A / Centaur | USA-103 (Trumpet) | Riuscito | |
| 27 agosto 1994 08:58   | CCAFS LC-41 | K-9       | 401A / Centaur | USA-105 (Mercury) | Riuscito | |
| 22 dicembre 1994 22:19 | CCAFS LC-40 | K-14      | 402A / IUS     | USA-107 (DSP-17) | Riuscito | |
| 14 maggio 1995 13:45   | CCAFS LC-40 | K-23      | 401A / Centaur | USA-110 (Orion) | Riuscito | |
| 10 luglio 1995 12:38   | CCAFS LC-41 | K-19      | 401A / Centaur | USA-112 (Trumpet) | Riuscito | |
| 6 novembre 1995 05:15  | CCAFS LC-40 | K-21      | 401A / Centaur | USA-115 (Milstar-2) | Riuscito | |
| 5 dicembre 1995 21:18  | VAFB LC-4E  | K-15      | 404A           | USA-116 (KH-11) | Riuscito | |
| 24 aprile 1996 23:37   | CCAFS LC-41 | K-16      | 401A / Centaur | USA-118 (Mercury) | Riuscito | |
| 12 maggio 1996 21:32   | VAFB LC-4E  | K-22      | 403A           | USA-120 (NOSS) USA-121 (NOSS) USA-122 (NOSS) USA-119 (SLDCOM) USA-123 Tethers in Space Physics Satellite (TiPS) USA-124 (TiPS) | Riuscito | |
| 3 luglio 1996 00:30    | CCAFS LC-40 | K-2       | 405A           | USA-125 (SDS) | Riuscito | |
| 20 dicembre 1996 18:04 | VAFB LC-4E  | K-13      | 404A           | USA-129 (KH-11) | Riuscito | NROL-2 |
| 23 febbraio 1997 20:20 | CCAFS LC-40 | B-24      | 402B / IUS     | USA-130 (DSP-18) | Riuscito | |
| 15 ottobre 1997 08:43  | CCAFS LC-40 | B-33      | 401B / Centaur | Cassini-Huygens Huygens | Riuscito | |
| 24 ottobre 1997 02:32  | VAFB LC-4E  | A-18      | 403A           | USA-133 (Lacrosse) | Riuscito | NROL-3 |
| 8 novembre 1997 02:05  | CCAFS LC-41 | A-17      | 401A / Centaur | USA-136 (Trumpet) | Riuscito | NROL-4 |
| 9 maggio 1998 01:38    | CCAFS LC-40 | B-25      | 401B / Centaur | USA-139 (Orion) | Riuscito | NROL-6 |
| 12 agosto 1998 11:30   | CCAFS LC-41 | A-20      | 401A / Centaur | NROL-7 (Mercury) | Fallito  | Sistema di guida in cortocircuito a T+40 a causa di un cavo danneggiato, il veicolo ha perso il controllo ed è stato distrutto dalla sicurezza.                                  |
| 9 aprile 1999 17:01    | CCAFS LC-41 | B-27      | 402B / IUS     | USA-142 (DSP-19) | Fallito  | La navicella spaziale non si è separata dallo stadio IUS. |
| 30 aprile 1999 16:30   | CCAFS LC-40 | B-32      | 401B / Centaur | USA-143 (Milstar-3) | Fallito  | L'errore del software del Centaur ha causato la perdita del controllo di assetto, accensione motori eseguite in modo errato, il satellite è stato inserito in un'orbita inutile. |
| 22 maggio 1999 09:36   | VAFB LC-4E  | B-12      | 404B           | USA-144 (Misty) | Riuscito | NROL-8 |
| 8 maggio 2000 16:01    | CCAFS LC-40 | B-29      | 402B / IUS     | USA-149 (DSP-20) | Riuscito | |
| 17 agosto 2000 23:45   | VAFB LC-4E  | B-28      | 403B           | USA-152 (Lacrosse) | Riuscito | NROL-11 |
| 27 febbraio 2001 21:20 | CCAFS LC-40 | B-41      | 401B / Centaur | USA-157 (Milstar-4) | Riuscito | |
| 6 agosto 2001 07:28    | CCAFS LC-40 | B-31      | 402B / IUS     | USA-159 (DSP-21) | Riuscito | |
| 5 ottobre 2001 21:21   | VAFB LC-4E  | B-34      | 404B           | USA-161 (KH-11) | Riuscito | NROL-14 |
| 16 January 2002 00:30  | CCAFS LC-40 | B-38      | 401B / Centaur | USA-164 (Milstar-5) | Riuscito | |
| 8 aprile 2003 13:43    | CCAFS LC-40 | B-35      | 401B / Centaur | USA-169 (Milstar-6) | Riuscito | |
| 9 settembre 2003 04:29 | CCAFS LC-40 | B-36      | 401B / Centaur | USA-171 (Orion) | Riuscito | NROL-19 |
| 14 febbraio 2004 18:50 | CCAFS LC-40 | B-39      | 402B / IUS     | USA-176 (DSP-22) | Riuscito | |
| 30 aprile 2005 00:50   | CCAFS LC-40 | B-30      | 405B           | USA-182 (Lacrosse) | Riuscito | NROL-16 |
| 19 ottobre 2005 18:05  | VAFB LC-4E  | B-26      | 404B           | USA-186 (KH-11) | Riuscito | NROL-20 |